# Nysunds kyrka
Nysunds kyrka (tidigare Nysunda kyrka) är en kyrkobyggnad i Åtorp i Karlstads stift. Kyrkan, som ligger vid Letälvens västra strand, är församlingskyrka i Degerfors-Nysunds församling. Innan kyrkan uppfördes fanns på samma plats det mindre Skogsbo kapell.

## Kyrkobyggnaden
Nysunds kyrka är en korskyrka med tresidigt kor i öster och torn i väster. Kyrkan är byggd av timmer och är utvändigt klädd med av spånklätt timmer. Nuvarande korsform fick kyrkan på 1730-talet. I kyrkans tak finns kyrkomålningar utförda 1747 av Karlstadsmålaren Petter Mård.

## Historik

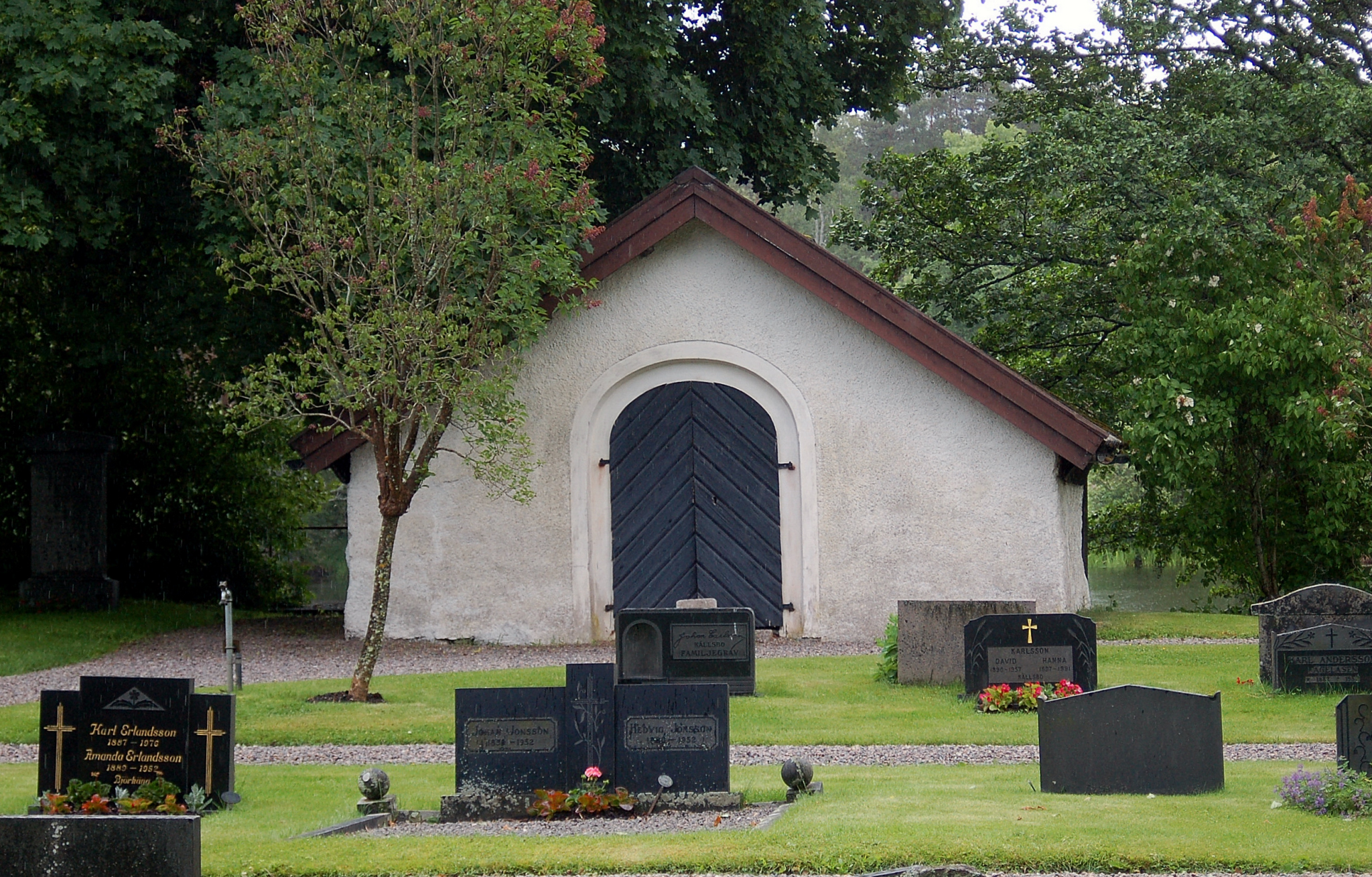
Bårhuset vid Nysunds kyrka.

Kyrkan blev klar år 1639 och invigdes 11 januari 1641 av superintendenten Jonas Oriensulanus från Mariestad. Han biträddes av prosten Jon från Lyrestads församling. Ursprungligen kallades kyrkan för Sunds kyrka. Ett tresidigt kor byggdes 1683 till i öster. Tornet uppfördes 1736–1738. Samtidigt tillkom också korsarmarna. 

## Inventarier
- Altartavla från 1694 av skulptören Bengt Svensson med ytterligare skulptural utsmyckning i mitten av 1700-talet av kyrkobildshuggaren Isak Schullström.
- Predikstol från 1690 av Bengt Svensson med senare kompletteringar av Isak Schullström.
- Dopängel (i koret) av Isak Schullström.
- Brudbänkar från början av 1700-talet.

## Orglar
- 1764: Jonas Gren (1715–1765) och Petter Stråhle (1720–1765), Stockholm, byggde ett orgelverk med 9 stämmor. Orgeln var skänkt av brukspatron Leonard Magnus Uggla.[2] När orgelbyggare Gustaf Setterquist, Örebro, bröt sönder den gamla utdömda orgeln i oktober 1885, fanns ett längre kväde daterat "Stockholm 20 Juli 1764" inklistrat i bälgen.[3] Undertill stod det i blyerts: "Reparerad den 20 Augusti 1842 af E. A. Setterquist och C. G. Klingberg".
- 1885: Firman E. A .Setterquist & Son, Örebro, byggde en enmanualig 12-stämmig orgel.
- 1960: Firman A Magnussons Orgelbyggeri, Göteborg, byggde en 17-stämmig mekanisk orgel, med klaviatur av buxbom och palisander. Fasaden är från 1885 års orgel.

### Disposition
| Huvudverk I     | Svällverk II      | Pedal                | Koppel |
| Rörflöjt 8'     | Trägedackt 8'     | Subbas 16'           | I/P    |
| Principal 4'    | Rörflöjt 4'       | Borduna 8'           | II/P   |
| Gedacktflöjt 4' | Principal 2'      | Pommer 4'            | II/I   |
| Gemshorn 2'     | Nasat 1 1/3'      | Rauschkvint III chor |        |
| Mixtur III chor | Scharf II chor    | Fagott 16'           |        |
| Trumpet 8'      | Regal 8'          |                      |        |
|                 | Crescendosvällare |                      |        |

## Bildgalleri

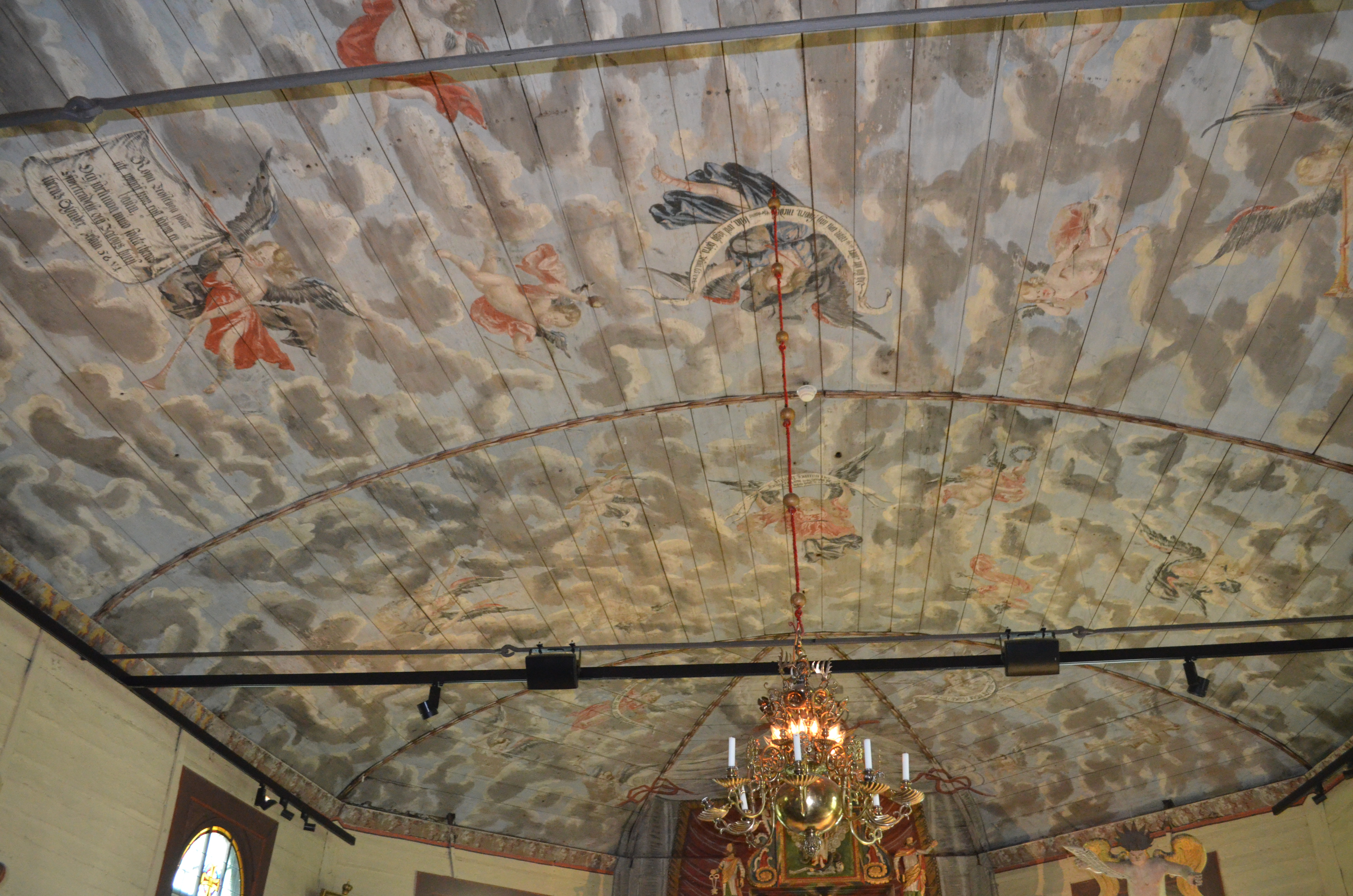
Nysunda kyrkas takmålning
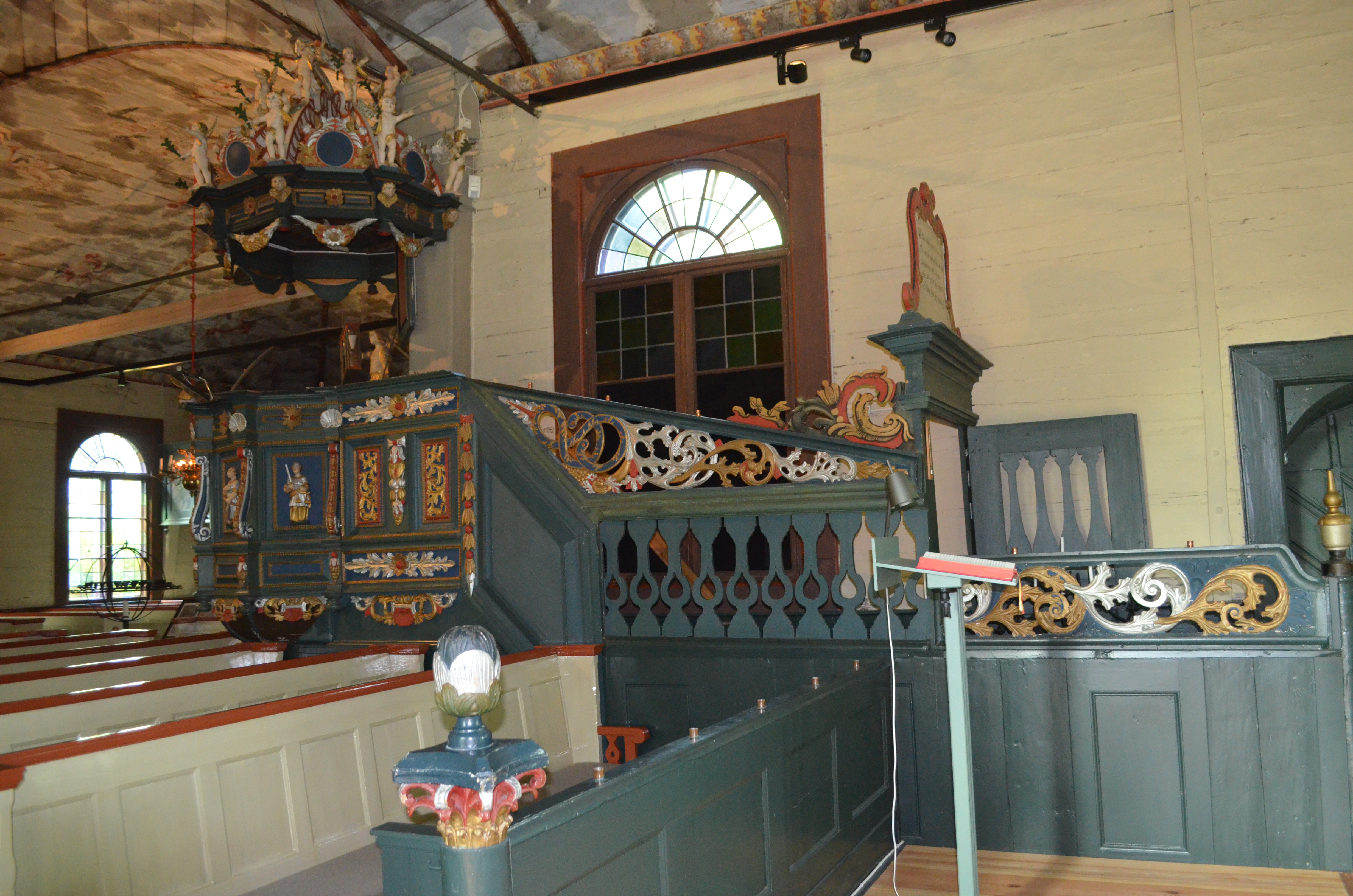
Nysunda kyrkas predikstol
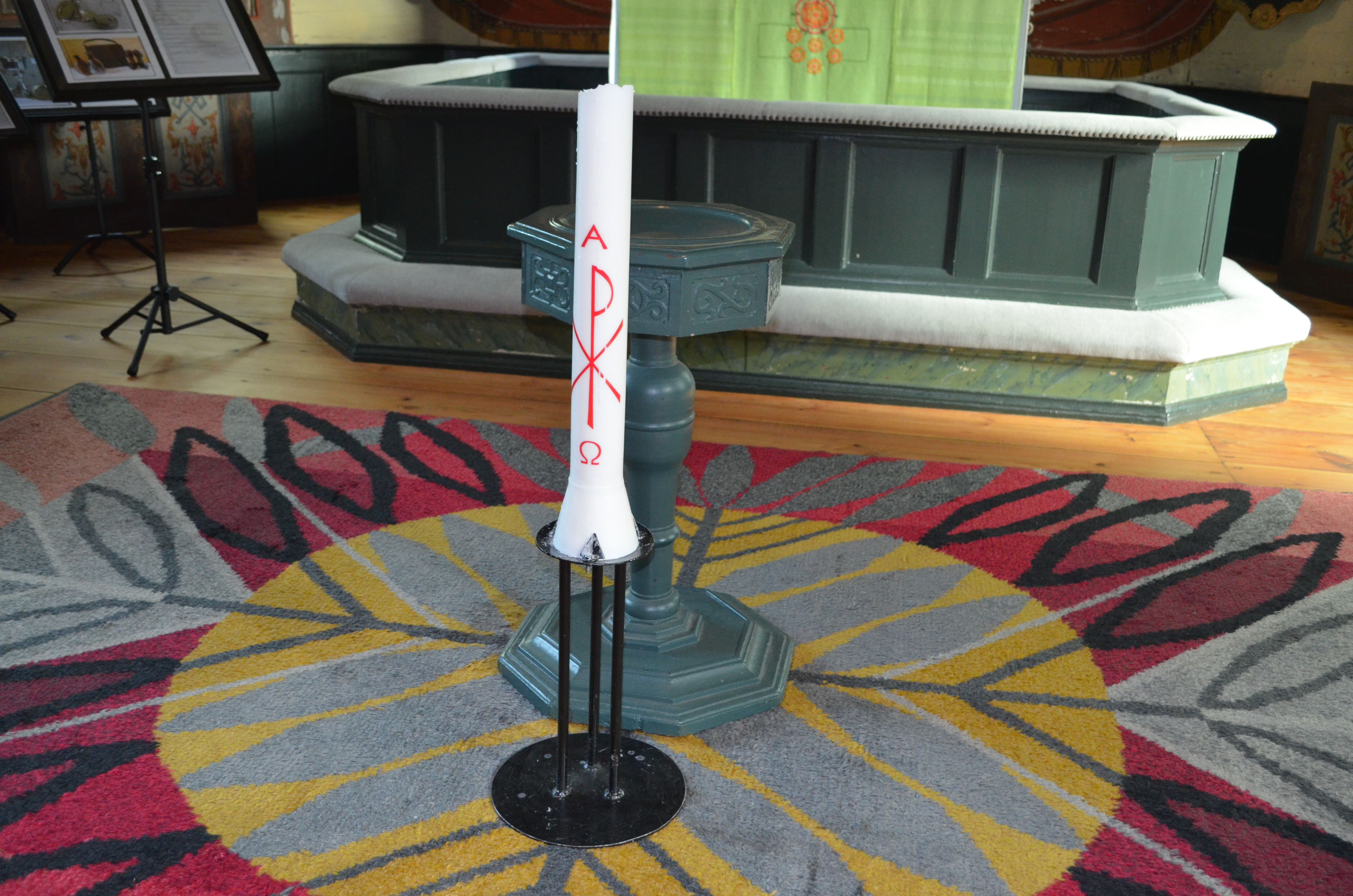
Nysunda kyrkas dopfunt
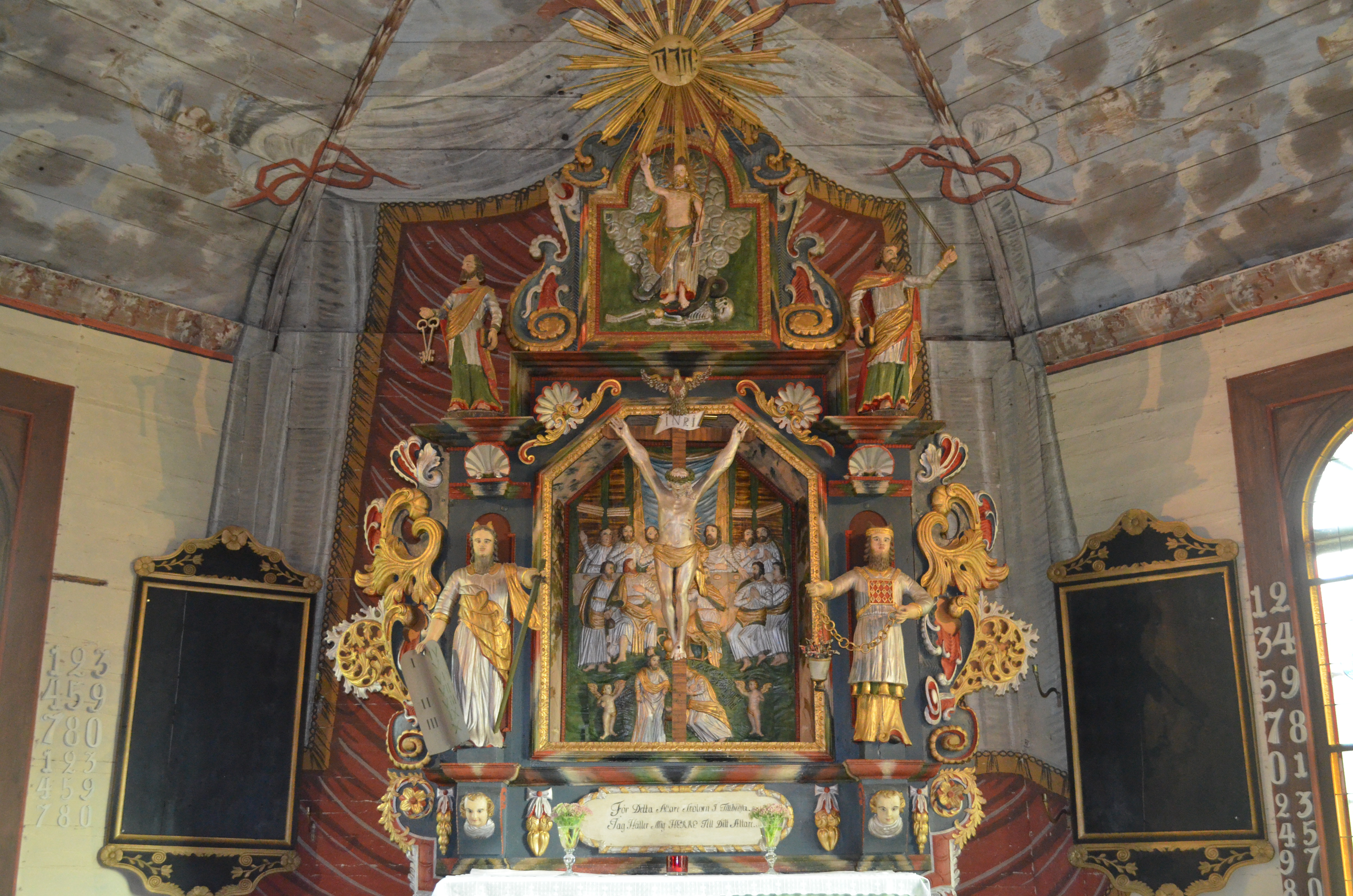
Nysunda kyrkas altartavla
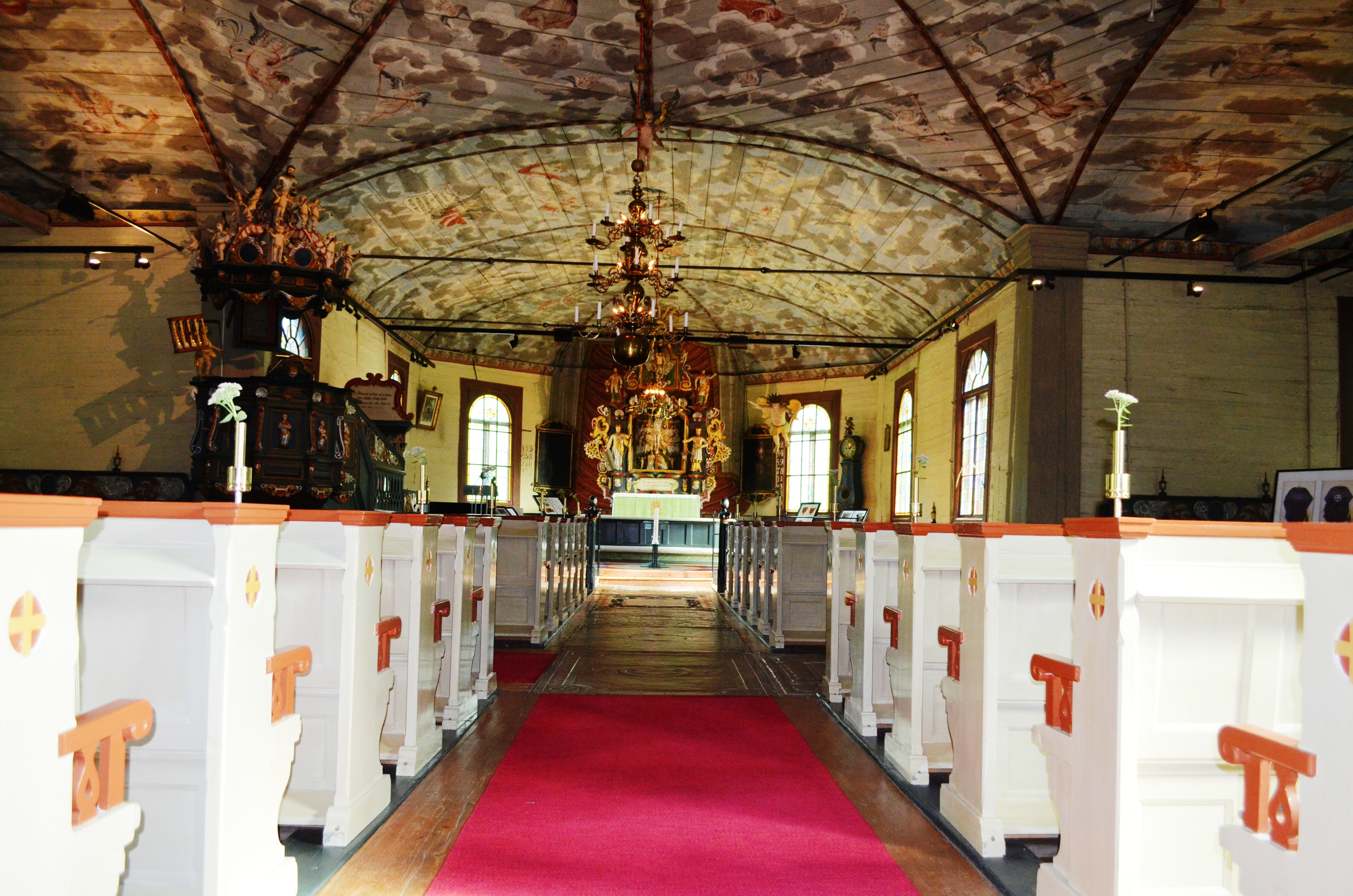
Nysunda kyrkas kyrksal